# Begonia lopensis
Espèce
Begonia lopensis est une espèce de plantes de la famille des Begoniaceae.
L'espèce fait partie de la section Scutobegonia.
Elle a été décrite en 2002 par Marc Simon Maria Sosef (1960-…) et Miguel E. Leal.

## Répartition géographique
Cette espèce est originaire du pays suivant : Gabon.